# Pseudobaptria bogumilaria
Pseudobaptria bogumilaria là một loài bướm đêm trong họ Geometridae.